# Friedrich Hoppe (Unternehmer)
Friedrich Hoppe (* 28. November 1921 in Klarenwald, Schlesien; † 20. Oktober 2008 in Pfäffikon, Schwyz) war ein deutscher Unternehmer.

## Leben
Hoppe gründete 1952 in Heiligenhaus die Hoppe AG als Hersteller von Türbeschlägen. 1954 verlagerte er den Sitz des Unternehmens in das mittelhessische Allendorf. Eine Ausdehnung seines Geschäfts auf Westeuropa und weitere Werksgründungen folgten u. a. in Südtirol, in Müstair in der Schweiz und in Crottendorf. Ab 1992 zog er sich schrittweise aus der Unternehmensführung zurück und übertrug sie im März 2003 vollständig an seine beiden Söhne Wolf und Christoph Hoppe. Er blieb seinem Unternehmen jedoch als Ehrenpräsident verbunden. Mehr als 50 Jahre prägte er die Schloss- und Beschlagindustrie in Deutschland und Europa maßgeblich.

## Ehrungen
Für sein wirtschaftliches Wirken wurde Hoppe die Ehrenbürgerschaft der folgenden Orte verliehen:
- Schluderns (Südtirol)
- Bromskirchen (Hessen)
- Müstair (Graubünden)
- St. Martin (Südtirol)

Zudem war er Träger des Tiroler Adler-Ordens in Gold und des Großen Verdienstordens des Landes Südtirol.